# Ueterlande
Ueterlande (niederdeutsch Üterlann) ist eine Ortschaft in der Einheitsgemeinde Loxstedt im niedersächsischen Landkreis Cuxhaven.

## Geografie
Das im Südwesten von Bremerhaven gelegene Ueterlande befindet sich südlich der Luneplate und an der Alten Weser. Die Landesstraße 121 verbindet Ueterlande mit den Nachbarorten Overwarfe und Lanhausen. Die Ortschaft liegt innerhalb der Gemarkung Landwürden.

## Geschichte
Ueterlande besteht neben dem Kernort noch aus den Ortsteilen „Ueterlander Siel“ und „Auf der Jührde“.
Bis zur Eingemeindung nach Loxstedt am 1. März 1974 gehörte Ueterlande zur Gemeinde Landwürden im Landkreis Wesermarsch.
Ueterlande verfügt gemeinsam mit Overwarfe über ein Ortsgemeinschaftshaus und eine Freiwillige Feuerwehr.
Der öffentliche Personennahverkehr innerhalb des Verkehrsverbundes Bremen-Niedersachsen (VBN) ist auf das Oberzentrum Bremerhaven ausgerichtet und wird durch ein Anrufsammeltaxi ergänzt.

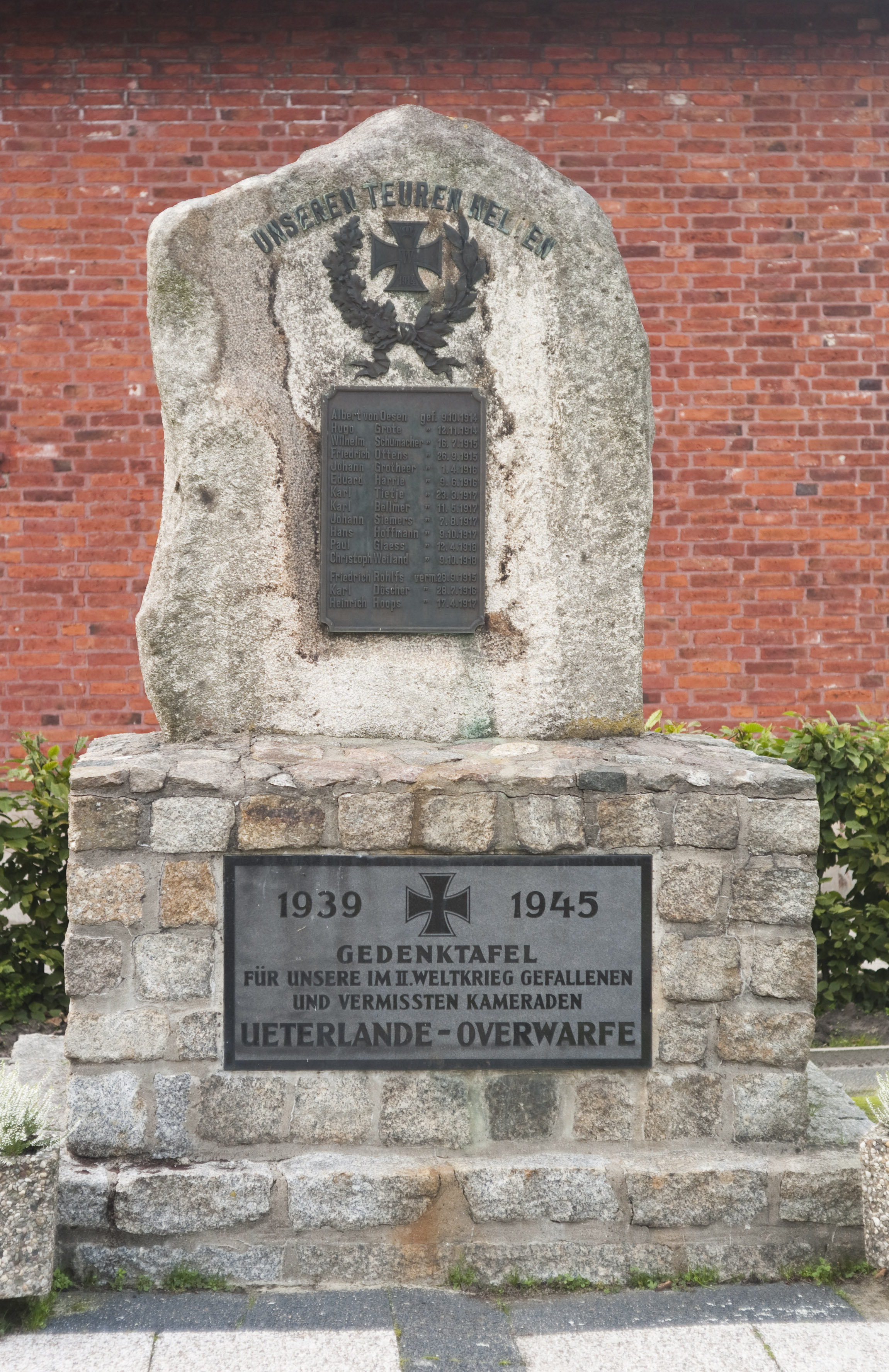
Gefallenendenkmal

Einwohnerentwicklung
| Jahr | Einwohner | Quelle |
| ---- | --------- | ------ |
| 2010 | 378       | [ 2 ]  |
| 2015 | 368       | [ 3 ]  |
| 2019 | 389       | [ 1 ]  |

## Politik

### Gemeinderat und Bürgermeister
Auf kommunaler Ebene wird die Ortschaft Ueterlande vom Loxstedter Gemeinderat vertreten.

### Ortsvorsteher
Der Ortsvorsteher ist Peter Harrie (SPD). Die Amtszeit läuft von 2016 bis 2021.

## Denkmalgeschützte Gebäude
- Scheune Oldenburger Straße 2 von um 1870 als Hallenhaus mit Niedersachsengiebel